# 生米站
生米站位于中華人民共和國江西省南昌市红谷滩区生米街道三清山大道与宜春大街交叉口，是南昌地铁2号线的地铁车站。车站于2017年8月18日随二号线通车启用。

## 车站结构
车站型式为地下一层侧式。

### 楼层
| 1层  | 地面               | 出入口                         |  |  |
| -1层 | 西站厅             | 自动售票机、客服中心           |  |  |
|      | 侧式站台，右侧开门 |                                |  |  |
|      |                    | █ 2号线 往南路（南昌中学）     |  |  |
|      |                    | █ 2号线 往南昌东站（九龙湖南） |  |  |
|      | 侧式站台，右侧开门 |                                |  |  |
|      | 东站厅             | 自动售票机、客服中心           |  |  |
| -2层 |                    | 换向通道                       |  |  |

### 出入口
本站共开放4个出入口。
| 编号                   | 指示                         | 图片   | 建议前往的目的地                                     |
| 东站厅                 | 东站厅                       | 东站厅 | 东站厅                                               |
| ---------------------- | ---------------------------- | ------ | ---------------------------------------------------- |
| 出口 · 1L · 升降机标志 | 三清山大道东侧，宜春大街南侧 |        | 生米村、为民路                                       |
| 出口 · 2L              | 三清山大道东侧，宜春大街北侧 |        | 南昌融创文旅城（C区、D区）、同乐路、霞埠街、中央公园 |
| 西站厅                 |                              |        |                                                      |
| 出口 · 3L · 升降机标志 | 三清山大道西侧，宜春大街北侧 |        | 南昌融创乐园                                         |
| 出口 · 4L              | 三清山大道西侧，宜春大街南侧 |        | 生米丰都花园、螺丝塘路、新余街                       |
| 註： 設有              |                              |        |                                                      |

## 历史
- 2013年1月30日公布的2号线延长线选线方案首次提出本站，名为生米大道站[3]。
- 2013年11月5日《南昌市红谷滩新区九龙湖地下综合管沟工程环境影响评价第一次公示》确认本站建设[4][5][6]
- 2013年12月3日《南昌市红谷滩新区九龙湖地下综合管沟工程环境影响评价第二次公告（简本）》确认本站为地下一层侧式[7]
- 2014年4月1日《红谷滩新区九龙湖地下综合管沟工程办理《建设用地规划许可证》批前公示》确认本站的建设用地[8]。
- 2016年8月6日南昌晚报报道了地铁2、3号线车站改名情况；本站改名为生米站[9]。